# Таргум
Таргум (от иуд.-арам. תרגום — «перевод») — общее название для переводов Ветхого Завета на иудео-арамейский язык. В Танахе «таргум» — перевод персидского языка на арамейский. В Мишне «таргум» — перевод на любой язык (греческий, иудео-арамейский).
Существуют таргумы: Таргум Онкелоса, Таргум Ионафана, вавилонский Таргум (Таргум Бавли), палестинский Таргум (Таргум Иерушалми). Встречаются также упоминания о Неофитском таргуме, обнаруженном исследователями в библиотеке Ватикана в 1956 году.

## История
Точное время появления таргумов неизвестно. Традиция приписывает авторство первого таргума книжнику Ездре. Однако исторические источники датируют таргум первыми веками до н. э. Известен таргум Пятикнижия Моисея.
Согласно Еврейской энциклопедии Брокгауза и Ефрона слово «таргум» происходит от глагола (תרגם, тирге́м — «переводить, объяснять»), встречающегося в Ездр. 4:7 «Письмо же написано было буквами арамейскими и переведено (метургам) [на] арамейский», где он употреблён относительно документа, писанного арамейским шрифтом и на арамейском языке и представлявшего, по-видимому, перевод с персидского языка. Перевод (Онкелоса) Псалтири на арамейский язык был осуществлён с греческого языка.